# بني يتنة الشمالية (عين بيضاء)
بني يتنة الشمالية هي إحدى مشيخات المملكة المغربية، تتبع جغرافيا لإقليم وزان وإداريًا لعين بيضاء. يقدر عدد سكانها بـ 2470 نسمة حسب الإحصاء الرسمي للسكان والسكنى لسنة 2004.